# Lucía Martín
Lucía Martín González (Lugo, 15 de enero de 1979) es una ingeniera y política española de origen gallego, diputada en el Congreso de los Diputados en la XI legislatura.
Licenciada en ingeniería química, tiene estudios de doctorado en Ciencias ambientales. Ha trabajado en la inspección de plantas de tratamiento de residuos y estudiado procesos biológicos para eliminar contaminantes del medio ambiente. Establecida en Tarrasa, participó en actividades reivindicativas en el Ateneo Candela.
En 2009 formó parte del grupo impulsor de la Plataforma de Afectados por la Hipoteca, donde contactó con Ada Colau, formando parte de su equipo en Barcelona en Comú en las elecciones municipales españolas de 2015. En las elecciones generales españolas de 2015 fue elegida diputada por Barcelona en la coalición En Comú Podem.
En las  elecciones municipales de 2019, Martín se presentó en las listas de Barcelona en Comú en el sexto puesto al Ayuntamiento de Barcelona, resultando elegida concejala.